# 스티브 그로멕
스티브 그로멕(Stephen Joseph Gromek, 1920년 1월 15일 ~ 2002년 3월 12일)는 미국의 전 프로 야구 선수로, 메이저 리그 베이스볼(MLB)에서 투수였다.
클리블랜드 인디언스와 디트로이트 타이거스에서 활약했으며, 통산 447경기에서 2,064와 2/3이닝을 던져 123승 108패, 92완투, 17완봉, 평균자책점 3.41을 기록하였다.
미시간주 햄트래믹 출신인 그로멕은 원래 클리블랜드 인디언스 소속 내야수로 프로 경력을 시작했으나, 초기 단계에서 투수로 전향하였고 1941년 메이저리그에 데뷔했다. 초반 3시즌 동안은 자주 출전하지 못했지만, 1944년과 1945년에 선발투수로 자리잡으며 두각을 나타냈고, 1945년에는 생애 한 차례 올스타 선정의 영예를 안았다. 전쟁 후 그는 선발과 불펜을 오가는 스팟 스타터로 활약했다.
1948년 월드 시리즈 4차전에서 클리블랜드 인디언스 소속으로 승리를 따낸 그로멕은, 흑인 선수인 래리 도비와 포옹하는 장면이 담긴 사진으로 더욱 널리 알려졌다. 도비는 아메리칸 리그 최초의 흑인 선수였으며, 그 사진은 메이저리그 통합의 상징으로 남았다.
1953년까지 인디언스에서 활약한 그는 디트로이트 타이거스로 트레이드되어 선발투수로 기용되었고, 1954년에는 개인 최다인 18승을 기록하였다. 이후 두 시즌을 더 소화한 뒤 1957년 시즌 중 은퇴했다.
은퇴 후 그로멕은 1년간 마이너리그 '이리 세일러스'의 선수 겸 감독을 맡았고, 이후 자동차 보험 판매인으로 일하다 2002년에 세상을 떠났다.
그로멕은 폴란드계 이민자 가정에서 태어났으며, 고등학교 재학 시절 한때 사제가 되기를 희망했으나, 결국 야구 선수의 길을 선택하였다. 클리블랜드 인디언스의 스카우트 빌 브래들리에 의해 발탁되어 프로 생활을 시작했으며, 마이너리그에서 내야수로 뛰던 중 어깨 부상으로 외야수로 전향했다가, 송구 능력을 인정받아 투수로 전향하게 되었다. 이후 빠르게 성과를 보이며 메이저리그에 승격되었다.
그로멕은 전성기 시절 안정적인 제구력과 완투 능력으로 팀에 기여하였으며, 선수 생활 내내 다양한 기용 방식에 적응하며 긴 커리어를 이어간 투수로 평가받는다.